# Brachaluteres taylori
Brachaluteres taylori is een straalvinnige vissensoort uit de familie van vijlvissen (Monacanthidae). De wetenschappelijke naam van de soort is voor het eerst geldig gepubliceerd in 1966 door Woods.